# Andrey Sergeyevich Arshavin
Andrey Sergeyevich Arshavin (tiếng Nga: Андрей Сергеевич Аршавин) (sinh ngày 29 tháng 5 năm 1981 tại Leningrad) là cựu cầu thủ bóng đá người Nga. Ngoài vị trí tiền đạo, anh cũng thi đấu ở vị trí tiền vệ tấn công và tiền vệ cánh.
Arshavin thu hút sự chú ý trên bình diện quốc tế đặc biệt từ Euro 2008 diễn ra tại Áo và Thụy Sĩ khi anh được bầu chọn vào đội hình tiêu biểu của giải. Anh cũng đã đạt được những thành tích đáng kể với câu lạc bộ Arsenal: là cầu thủ xuất sắc nhất giải ngoại hạng Anh tháng 4 năm 2009; cầu thủ xuất sắc nhất tháng 3 và tháng 4 năm 2009 của CLB Arsenal. Trong trận gặp Liverpool, Arshavin đã trở thành cầu thủ đầu tiên ghi được 4 bàn thắng kể từ năm 1946 trên sân Anfield. Anh thi đấu cho Arsenal trong 4 năm trước khi trở về chính câu lạc bộ cũ Zenit vào tháng 6 năm 2013.

## Tiểu sử

### Những năm tháng đầu đời
Andrey Sergeyevich Arshavin sinh ngày 29 tháng 5 năm 1981, tại thành phố Leningrad (ngày nay là Sankt Peterburg). Anh sinh ra trong một gia đình lao động bình dân và bố anh - ông Sergey là một cầu thủ bóng đá không chuyên. Khi còn bé, Arshavin bị một chiếc ô tô đâm vào và suýt bị thiệt mạng. Trả lời trên tờ The Sun, anh nói: "Khi cắt ngang qua đường tôi nhìn thấy hai chiếc xe buýt chạy bằng điện tiến vào ga, nhưng không thấy chiếc ô tô đã đâm vào tôi. Tôi bị bay lên tới 10 mét, nhưng đúng là một phép màu nhiệm, tôi vẫn còn sống". Anh kể tiếp: "Nếu tôi được quyền cấm phụ nữ lái xe và rút hết giấy phép của họ, tôi sẽ làm ngay mà không cần phải cân nhắc. Theo ý kiến của tôi, nam giới và phụ nữ hoàn toàn khác nhau".
Lớn lên trong sự nhọc nhằn, khi cha mẹ li dị nhau trong lúc anh mới lên 10 tuổi và Andrey phải ngủ trên sàn nhà trong căn hộ chật chội cùng với mẹ anh - bà Tatiana. Cha anh đã thuyết phục anh theo đuổi sự nghiệp bóng đá chuyên nghiệp, sau khi ông không thành công trọng sự nghiệp bóng đá chuyên nghiệp. Andrey Arrshavin bắt đầu chơi bóng từ rất sớm và lên 7 tuổi anh đã được nhận vào học viện bóng đá ‘Smena’ của thành phố St. Peterburg. Khi còn học phổ thông, Arshavin hoàn toàn dồn tâm trí vào bóng đá và có triển vọng trở thành một cầu thủ chuyên nghiệp. Arshavin gần như bị quẫn trí, khi bố anh qua đời do bệnh trụy tim ở tuổi 40.

## Sự nghiệp cấp câu lạc bộ

#### Zenit Sankt Peterburg
Arshavin tốt nghiệp trường bóng đá Smena. Năm 1999 và đầu năm 2000, anh chơi cho đội trẻ của Zenit và Zenit-2 tại giải hạng nhì nước Nga.
Năm 2000, anh được vào đội hình chính thức của Zenit. Anh chơi ở nhiều vị trí, khởi đầu từ vị trí tiền vệ phải, sau đó là tiền vệ tấn công và cuối cùng là tiền đạo nhưng anh thường đá cánh hoặc hỗ trợ cho tiền đạo còn lại cắm ở trên. Năm 2006, anh được bầu chọn là cầu thủ xuất sắc nhất nước Nga.
Năm 2007, Arshavin và các đồng đội đã đưa Zenit Sankt Peterburg đến chức vô địch Giải bóng đá ngoại hạng Nga lần đầu tiên. Anh có mặt ở 30 trận của Zenit mùa giải này và ghi 10 bàn cùng 11 đường chuyền thành bàn.
Tại cúp UEFA, năm 2006, Arshavin ghi 5 bàn trong 13 trận góp phần giúp Zenit vào đến tứ kết. Mùa bóng 2007/2008, phong độ xuất sắc của anh đã đưa Zenit vào đến tận trận chung kết cúp UEFA gặp Rangers F.C. và trận thắng 2-0 trong đó Arshavin được bầu chọn là Cầu thủ xuất sắc nhất trận đấu đã đem về chiếc cúp UEFA lần đầu tiên trong lịch sử cho Zenit St. Peterburg. Sau khi giành chức vô địch, Arshavin nhiều khả năng rời Zenit khi được nhiều câu lạc bộ nổi tiếng ở Premier League như Arsenal, Newcastle, Tottenham Hotspur hay Manchester City săn đón.

#### Arsenal

##### 2008-09

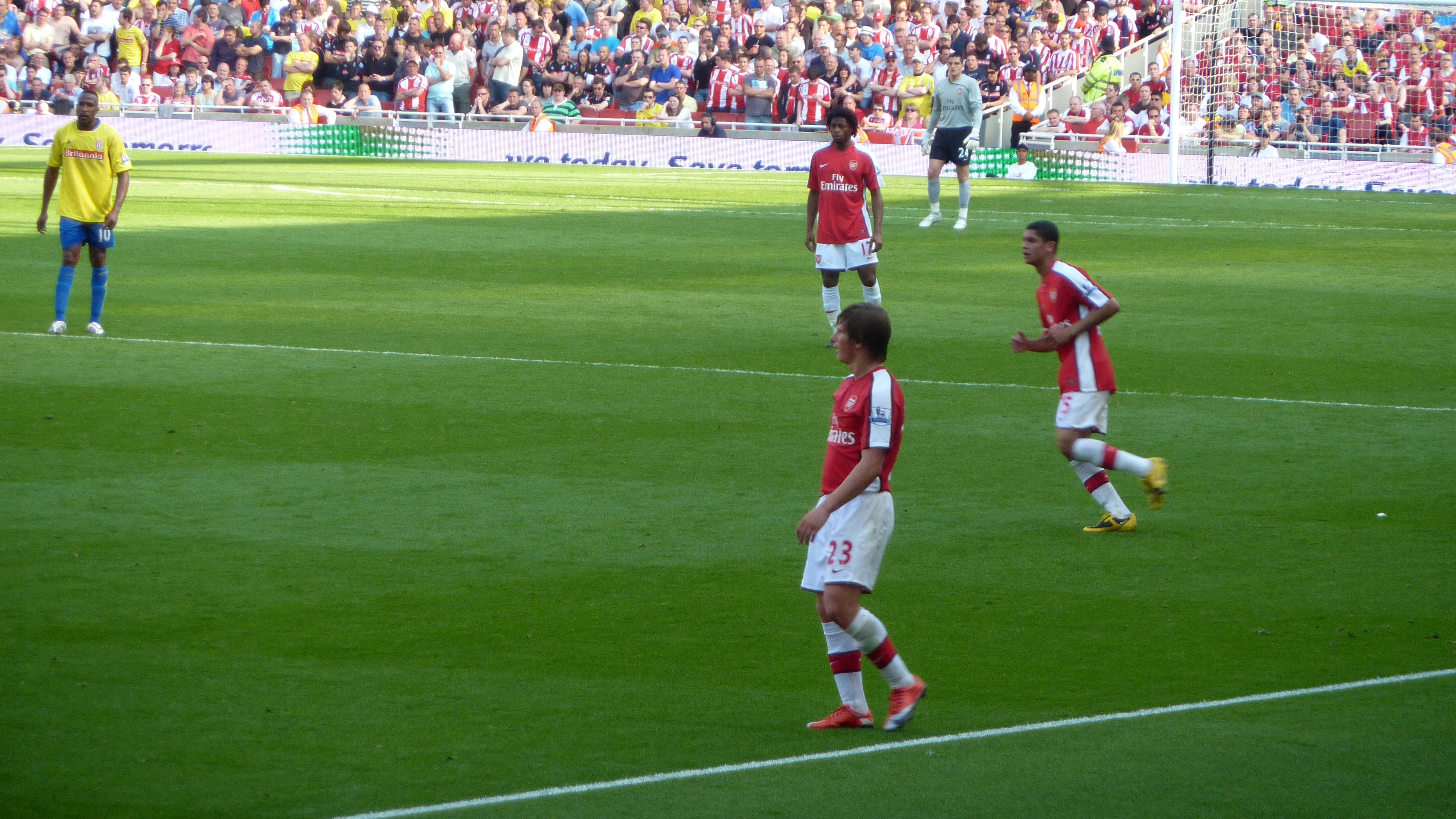
Arshavin trong màu áo Arsenal trong trận đấu với Stoke City F.C.

Andrey Arshavin chính thức chuyển đến Arsenal F.C. trong kì chuyển nhượng mùa đông tháng 2 năm 2009 sau những cuộc đàm phán vô cùng căng thẳng và có lúc suýt đổ vỡ do vấn đề phí chuyển nhượng. Thỏa thuận chỉ được quyết định ở ít phút cuối cùng trước khi thị trường chuyển nhượng mùa đông kết thúc lúc 17g ngày 2 tháng 2 (giờ Luân Đôn). Trước đó vào đêm ngày 1 tháng 2, Arshavin đã thuê hẳn một chuyên cơ đi từ Nga đến Luân Đôn trực tiếp thương thảo các điều khoản cá nhân. Anh cũng vượt qua kỳ kiểm tra sức khỏe bắt buộc của Arsenal. Bản hợp đồng của Arshavin ở sân Emirates kéo dài 3 năm rưỡi với mức lương tuần là 70.000 bảng Anh. Arshavin đã chọn mặc chiếc áo số 23 tại Arsenal, số áo đã không có chủ kể từ khi Sol Campbell ra đi. Vì đã chơi cho Zenit tại vòng bảng Champions League nên Arshavin sẽ không thể chơi cho Arsenal tại các loạt trận Knock-out của giải đấu này.
Có một chi tiết khá thú vị và khôi hài, trang web Russiatoday.com đưa tin, trước khi đến với bóng đá xứ sở sương mù, Arshavin đã " học nhầm ngoại ngữ", tức học tiếng Anh một năm. Khả năng nghe nói của anh khá tốt, nhưng khi sang Luân Đôn lần đầu tiên tiếp xúc với huấn luyện viên và đồng đội thì anh biết là câu lạc bộ giao tiếp chủ yếu băng tiếng Pháp, vì huấn luyện viên Arsene Wenger là người Pháp. Ngoài phẩm chất về chuyên môn tuyệt vời, anh còn là một con người thông minh nên khả năng học thêm tiếng Pháp sẽ không phải là vấn đề khó đối với anh. Khi trả lời các phóng viên báo chí và truyền hình ngay từ lần đầu xuất hiện, Arshavin có khả năng nghe và trả lời gần hết các câu hỏi của các phóng viên, chỉ có một vài câu phải nhờ sự trợ giúp khâu nghe từ người phiên dịch.
Arshavin chơi trận đầu tiên cho Arsenal trong cuộc đối đầu với Sunderland F.C. vào ngày 21 tháng 2 năm 2009 tại vòng 26 giải ngoại hạng Anh, trận đấu đó kết thúc với tỉ số hòa 0-0, đó là màn ra mắt không may mắn với cá nhân anh khi cầu thủ này không ghi được bàn thắng nào và bị rút ra vào phút thứ 61 để Carlos Vela vào thế chỗ. Phải mất nửa tháng sau tức vào ngày 4 tháng 3, Arshavin mới có một trận đấu thực sự thành công khi anh có pha kiến tạo đầu tiên từ một quả đá phạt cho đồng đội Kolo Toure nâng tỉ số lên 2-1 trong chiến thắng 3-1 trước West Bromwich Albion.

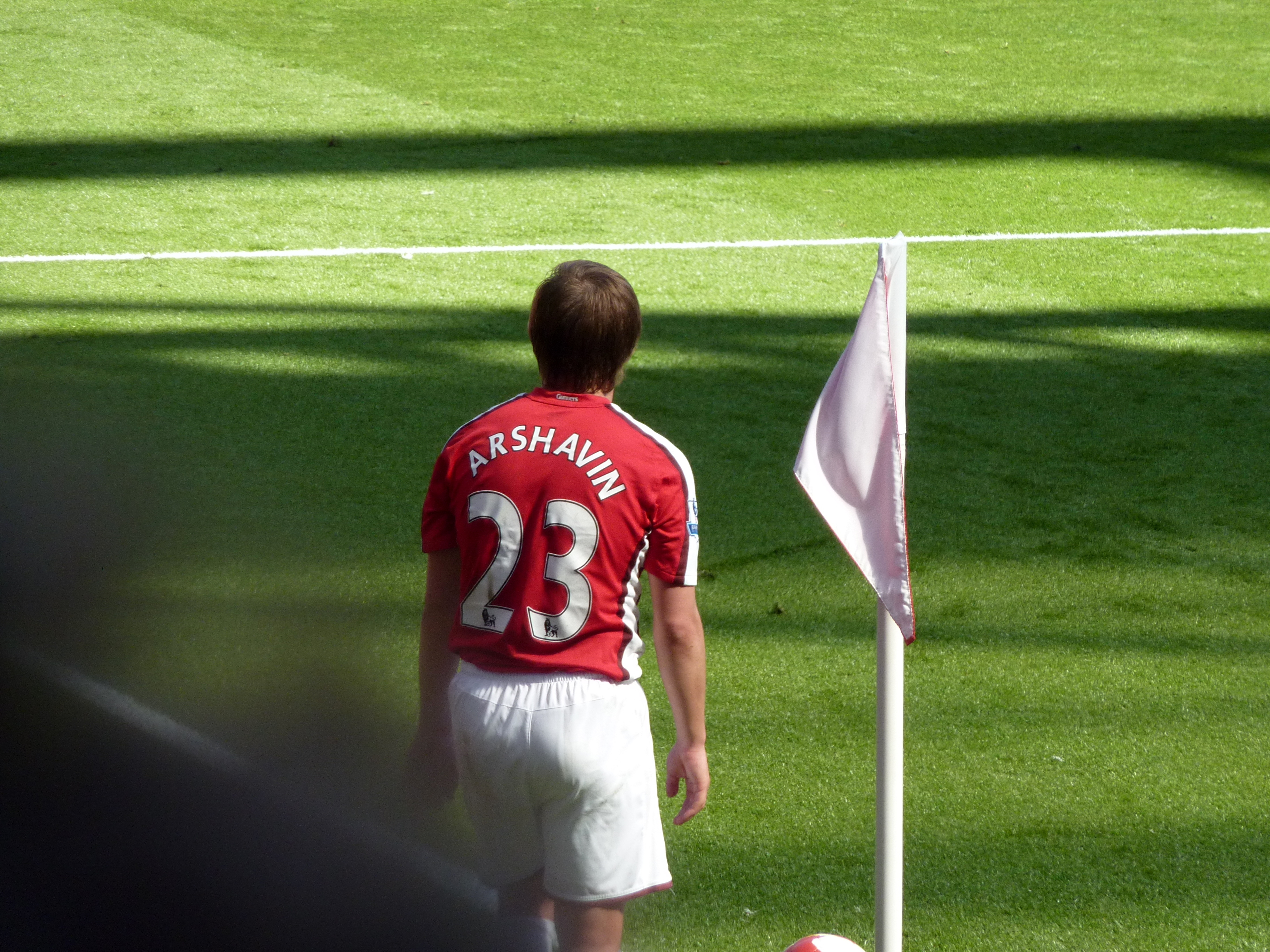
Arshavin thực hiện quả phạt góc

Với những dấu ấn chưa thực sự rõ rệt ở những trận đấu vừa qua, nhiều người bắt đầu đặt dấu hỏi cho khả năng hòa nhập của Arshavin với môi trường tại Arsenal và bóng đá Anh. Và trận đấu với Blackburn Rovers vào ngày 14 tháng 3 năm 2009 là câu trả lời cho mọi dấu hỏi. Đó là trận đấu mà Arshavin đã trực tiếp lao vào đệm bóng cận thành ghi bàn thắng đầu tiên trước khi trình diễn một pha solo siêu hạng để ghi bàn thắng thứ 2 cho các pháo thủ. Cùng với đó là những đường kiến tạo và phối hợp cục kì ăn ý với các đồng dội để tạo nên chiến thắng tưng bừng 4-0 cho Arsenal. Arshavin ghi một bàn trong trận Arsenal chiến thắng 4-1 trước Wigan Athletic ngày 11 tháng 4 năm 2009. Trận đấu ngày 21 tháng 4 năm 2009 giữa Arsenal và Liverpool tại sân Anfield là một ngày đáng nhớ không chỉ với anh mà còn cả với những người hâm mộ câu lạc bộ Arsenal. Arshavin sau trận đấu đã được bầu là cầu thủ xuất sắc nhất trận khi anh ghi được 4 bàn thắng và trận đấu kết thúc với tỉ số 4-4. Đây cũng là lần đầu tiên trong sự nghiệp bóng đá của mình, Arshavin ghi được 4 bàn trong một trận đấu. Anh là cầu thủ đầu tiên ghi được 4 bàn tại sân Anfield trong khuôn khổ giải ngoại hạng Anh kể từ khi Dennis Westcott ghi cho đội Wolverhampton Wanderers năm 1946. Arshavin cũng trở thành một trong số sáu cầu thủ trong lịch sử Premier League ghi được 4 bàn trong một trận.
Ngày 2 tháng 5 năm 2009, Arshavin lần đầu tiên được mang băng đội trưởng Arsenal trong trận đấu với Portsmouth trên sân khách. Trong trận đấu đó Arsenal chiến thắng với tỉ số 3-0, Arshavin có hai đường chuyền kiến tạo cho đồng đội ghi bàn và tạo ra một quả penalty gây tranh cãi. Ngày 8 tháng 5 năm 2009, anh được bầu chọn là cầu thủ xuất sắc nhất tháng 4 của Premier League.
Cũng trong tháng 5 năm 2009, Arshavin nói anh rất ngạc nhiên vì thuế thu nhập cá nhân quá cao. Arshavin được hưởng mức lương 80.000 bảng Anh một tuần, nhưng mức thuế là 50% thì thực tế thu nhập lại thấp hơn ở Nga với mức chỉ là 13% (ở các nước châu Âu khác, mức thuế đều thấp hơn ở Anh: Tây Ban Nha-25%, Pháp- 40%, Ý-43%, Đức-45%). Anh cũng đang đòi được hưởng mức lương cao hơn mức hiện nay. Arshavin được bầu là cầu thủ xuất sắc thứ hai của câu lạc bộ Arsenal mùa bóng 2008-2009, mặc dù anh mới chỉ chơi cho câu lạc bộ này từ nửa sau của mùa giải và tham gia ít hơn 1/4 trận đấu.

##### 2009-10
Trong các trận đấu chuẩn bị cho mùa giải 2009-10 của Arsenal, ngày 1 tháng 8 năm 2009, Arshavin vào thay người từ ghế dự bị và đã ghi được hai bàn giúp Arsenal giành chiến thắng 2-1 trước Atletico Madrid trong trận đấu mở màn Emirates Cup. Arsene Wenger bình luận sau trận đấu rằng: "Arshavin hiểu rất rõ về bóng đá Anh và anh còn hiểu rằng anh là một phần của đội bóng từ khi đội bóng xuất phát. Tôi tin rằng đội bóng cũng hiểu được tầm quan trọng của anh và anh có ảnh hưởng như thế nào đến kết quả của trận đấu".
Ngày 26 tháng 8 năm 2009, Arshavin ghi bàn thắng đầu tiên trong Lượt về vòng sơ loại thứ 3 UEFA Champions League cho câu lạc bộ Arsenal vào phút thứ 74 đem lại chiến thắng 3–1 trước Celtic của Scotland trên sân nhà. Đúng một phút sau khi vào sân thay Eduardo da Silva, nhận đường chuyền của Aaron Ramsey trong vòng cấm, Arshavin dễ dàng xoay người tung cú sút ở cự ly khoảng 10m làm tung lưới thủ môn Artur Boruc. Ba ngày sau đó, trong trận đấu gặp Manchester United, trận đấu thứ ba của Arsenal tại Giải bóng đá Ngoại hạng Anh 2009-10, ở phút 40, sau khi bỏ lỡ cơ hội mở tỷ số ở tình huống phá bóng của Nemanja Vidić, Arshavin khống chế bóng chậm chân để Fletcher lao vào cản phá kịp thời thì ngay lập tức bóng lại tới chân anh, sau một nhịp dẫn bóng lấy đà, Arshavin đã sút bóng thẳng vào góc thượng khung thành Ben Foster mở tỉ số trận đấu. Tuy nhiên, chung cuộc Arsenal thua 2-1 và Arshavin vẫn được Goal.com chấm 8,5 - điểm số cao nhất trận đấu.
Trong trận gặp Olympiakos thuộc vòng bảng của giải UEFA Champions League 2009-10 đêm 29 tháng 9 năm 2009. Phút 86 của trận đấu, Arshavin nhận bóng từ đồng đội Cesc Fàbregas và đã thực hiện một quả đánh gót điệu nghệ đưa bóng vào lưới đối phương, nâng tỉ số lên 2-0 cho Arsenal. Mặc dù bàn thắng đó có ý kiến tranh cãi là anh ghi trong tư thế việt vị.
Tối chủ nhật, ngày 4 tháng 10, Arsenal có trận đấu tại vòng 8 Premier League với Blackburn Rovers, một trận đấu rất đặc biệt vì nó đúng vào dịp kỷ niệm 13 năm kể từ ngày Arsene Wenger đặt chân tới Arsenal và trở thành huấn luyện viên có thời gian gắn bó lâu nhất với Arsenal trong lịch sử câu lạc bộ. Chung cuộc Arsenal đã đại thắng 6-2 và Arshavin đã đóng góp một bàn thắng ở phút 37 từ đường chuyền của Fabregas.. Tại vòng đấu thứ 9 giải ngoại hạng Anh, sau khi nhận được đường chuyền từ Fabregas, Arshavin đã có cú cứa lòng hiểm hóc ấn định tỉ số 3-1 cho Arsenal trước Birmingham City. Trận đấu tối ngày 7 tháng 11, Arshavin đã tiếp tục ghi bàn trong trận gặp Wolverhampton Wanderers với một cú ra chân cực nhanh sau cú phá bóng ngay đúng vào chân anh của thủ môn Wayne Hennessey. Sau đó, anh được thay ra nghỉ bởi Samir Nasri và kết quả chung cuộc của trận đấu này là 4-1.
Ngày 29 tháng 11, Arshavin đã sút tung lưới Chelsea nhưng bàn thắng không được công nhận vì đồng đội của anh là Eduardo da Silva trước đó đã phạm lỗi với thủ môn Petr Cech. Ngày 5 tháng 12, từ đường chuyền của Fabegras, Arshavin đã mở tỉ số 1-0 cho Arsenal trong trận đấu với Stoke City. Phút 73, anh còn có một cú sút dội xà ngang. Chung cuộc Arsenal giành thắng lợi 2-0. Ngày 20 tháng 1 năm 2010, anh ghi bàn thắng ấn định tỉ số trong chiến thắng 4-2 của Arsenal trước Bolton Wanderers, giúp Arsenal qua mặt cả MU và Chelsea để giành được ngôi đầu bảng Premier League với 48 điểm sau 22 vòng đấu. Đến ngày 6 tháng 3, lại chính Arshavin ghi bàn ấn định chiến thắng 3-1 trước Burnley. một tuần sau, anh ghi bàn mở tỉ số trong chiến thắng nhọc nhằn 2-1 trước Hull City giúp Arsenal tạm chiếm vị trí thứ hai trên bảng xếp hạng.
Trong trận hòa 2-2 với Barcelona tại tứ kết UEFA Champions League 2009-10, Arshavin đã phải rời sân ở phút 27 vì chấn thương bắp chân. Kết quả chẩn đoán ban đâu cho thấy anh bị rách cơ và cần trị thương trong 3 tuần nhưng chấn thương của Arshavin lại trở nên nặng hơn dự kiến và anh đối mặt với nguy cơ phải nghỉ thi đấu đến hết mùa.

##### 2010-11
Arshavin có bàn thắng đầu tiên tại mùa giải 2010-11 trong chiến thắng 6-0 trước Blackpool tại vòng 2 Premier League 2010-11 ngày 21 tháng 8 năm 2010. một tuần sau, anh ghi bàn ấn định chiến thắng 2-1 trước Blackburn Rovers. Ngày 15 tháng 9 năm 2010, trong trận đấu đầu tiên của Arsenal tại UEFA Champions League 2010-11 với Braga của Bồ Đào Nha, Arshavin là người ghi bàn thắng nâng tỉ số lên 2-0 đồng thời kiến tạo cho Fabegras và Carlos Vela ghi bàn trong chiến thắng chung cuộc 6-1.
Ngày 22 tháng 9, Arshavin ghi bàn ấn định chiến thắng 4-1 cho Arsenal trước Tottenham trong trận đấu đầu tiên của Arsenal ở Football League Cup 2010-11. Anh ghi bàn mở tỉ số ở phút 15 trong chiến thắng 3-1 trước FK Partizan tại UEFA Champions League nhưng lại đá hỏng một quả phạt đền trong hiệp 2.

### Trở lại Zenit
Ngày 27 tháng 6 năm 2013, Arshavin đã ký hợp đồng có thời hạn hai năm với Zenit Saint Peterburg để chính thức trở lại khoác áo đội bóng cũ.

## Sự nghiệp quốc tế

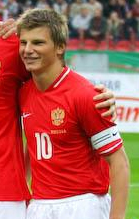
Arshavin trong màu áo đội tuyển Nga.

Arshavin có trận đầu tiên cho đội tuyển Nga vào ngày 17 tháng 5 năm 2002 trong trận gặp Belarus. Tại vòng loại World Cup 2006, anh ghi được 5 bàn cho đội tuyển Nga nhưng Nga đã không thể vượt qua vòng loại.
Ngày 24 tháng 3 năm 2007, anh trở thành đội trưởng của đội tuyển Nga tại vòng loại Euro 2008 trong trận gặp Estonia. Kết thúc vòng loại, anh ghi được 3 bàn vào lưới các đội tuyển Israel, Macedonia (2 bàn) và cùng đội tuyển Nga có mặt tại Euro 2008.
Thẻ đó trực tiếp của Arshavin trong trận cuối cùng của vòng loại Euro 2008 gặp Andorra đã khiến anh bị cấm thi đấu 2 trận đầu tiên tại Euro 2008 gặp Tây Ban Nha và Hi Lạp. Điều này cộng với chấn thương của Pavel Pogrebniak khiến hàng công Nga trở nên suy yếu ngay từ đầu giải. Nhưng khi trở lại trong trận gặp Thụy Điển ngày 18 tháng 6, anh đã ghi bàn ấn định tỉ số 2-0 ở phút 60 đưa Nga vào tứ kết gặp Hà Lan.
Tại vòng tứ kết, trái với nhiều dự đoán, Nga đã đánh bại Cơn lốc màu da cam với tỉ số 3-1. Trong trận đấu này, Arshavin được bầu làm "Cầu thủ xuất sắc nhất trận" vì sự thể hiện xuất sắc; cụ thể là 2 đường chuyền thành bàn và một bàn ấn định tỉ số 3-1 vào những phút cuối hiệp phụ thứ 2. Nga bước tiếp vào vòng bán kết Euro, đó là kết quả tốt nhất của đội bóng nước này kể từ khi Liên Xô sụp đổ. Mặc dù đội tuyển Nga bị thua Tây Ban Nha với tỉ số 0-3 trong trận bán kết Euro 2008, nhưng Arsavin vẫn được bầu chọn trong đội hình lý tưởng châu Âu năm 2008 do UEFA bình chọn (đội hình này còn có một cầu thủ khác của Nga là Zyryanov).
Ngày 10 tháng 9 năm 2009, trong khuôn khổ vòng loại World Cup 2010, mặc dù trước đó đã mắc phải chấn thương háng và nghỉ thi đấu trong trận gặp Liechtenstein, Arshavin đã cố gắng chơi đủ 90 phút trong trận gặp xứ Wales hồi giữa tuần và đóng góp không nhỏ vào chiến thắng 3-1 của đội tuyển Nga. Nhưng chính điều này đã khiến chấn thương của Arshavin trở nên nặng hơn và kết quả là anh sẽ phải ngồi ngoài trong hai trận đấu sắp tới của Arsenal. Trước trận đấu đó, huấn luyện viên Wenger của Arsenal đã đưa ra lời cảnh báo rằng tình trạng của Arshavin hiện tại không cho phép anh ra sân và sau trận đấu, Wenger đã gọi quyết định sử dụng Arshavin là "sự mạo hiểm ngu ngốc".

## Thống kê sự nghiệp

### Câu lạc bộ
Tính đến 11 tháng 11 năm 2018
| Câu lạc bộ          | Mùa giải            | Giải vô địch              | Giải vô địch | Giải vô địch | Cúp quốc gia | Cúp quốc gia | Cúp liên đoàn | Cúp liên đoàn | Châu Âu | Châu Âu | Khác | Khác | Tổng cộng | Tổng cộng |
| Câu lạc bộ          | Mùa giải            | Hạng đấu                  | Trận         | Bàn          | Trận         | Bàn          | Trận          | Bàn           | Trận    | Bàn     | Trận | Bàn  | Trận      | Bàn       |
| ------------------- | ------------------- | ------------------------- | ------------ | ------------ | ------------ | ------------ | ------------- | ------------- | ------- | ------- | ---- | ---- | --------- | --------- |
| Zenit               | 2000                | Russian Top Division      | 10           | 0            | 1            | 0            | —             | —             | 3       | 0       | —    | —    | 14        | 0         |
| Zenit               | 2001                | Russian Top Division      | 29           | 4            | 2            | 0            | —             | —             | —       | —       | —    | —    | 31        | 4         |
| Zenit               | 2002                | Russian Premier League    | 30           | 4            | 3            | 1            | —             | —             | 4       | 2       | —    | —    | 37        | 7         |
| Zenit               | 2003                | Russian Premier League    | 27           | 5            | 2            | 0            | —             | —             | —       | —       | —    | —    | 29        | 5         |
| Zenit               | 2004                | Russian Premier League    | 28           | 6            | 1            | 0            | —             | —             | 8       | 4       | —    | —    | 37        | 10        |
| Zenit               | 2005                | Russian Premier League    | 29           | 9            | 4            | 2            | —             | —             | 8       | 3       | —    | —    | 41        | 14        |
| Zenit               | 2006                | Russian Premier League    | 28           | 7            | 4            | 0            | —             | —             | 5       | 2       | —    | —    | 37        | 9         |
| Zenit               | 2007                | Russian Premier League    | 30           | 10           | 5            | 1            | —             | —             | 6       | 2       | —    | —    | 41        | 13        |
| Zenit               | 2008                | Russian Premier League    | 27           | 6            | 0            | 0            | —             | —             | 14      | 2       | 2    | 1    | 43        | 9         |
| Zenit               | Tổng cộng           | Tổng cộng                 | 228          | 51           | 21           | 4            | 0             | 0             | 45      | 15      | 2    | 1    | 296       | 71        |
| Arsenal             | 2008–09             | Premier League            | 12           | 6            | 3            | 0            | 0             | 0             | —       | —       | —    | —    | 15        | 6         |
| Arsenal             | 2009–10             | Premier League            | 30           | 10           | 1            | 0            | —             | —             | 8       | 2       | —    | —    | 39        | 12        |
| Arsenal             | 2010–11             | Premier League            | 37           | 6            | 5            | 0            | 4             | 1             | 6       | 3       | —    | —    | 52        | 10        |
| Arsenal             | 2011–12             | Premier League            | 19           | 1            | 1            | 0            | 2             | 1             | 5       | 0       | —    | —    | 27        | 2         |
| Arsenal             | 2012–13             | Premier League            | 7            | 0            | 0            | 0            | 2             | 1             | 2       | 0       | —    | —    | 11        | 1         |
| Arsenal             | Tổng cộng           | Tổng cộng                 | 105          | 23           | 10           | 0            | 8             | 3             | 21      | 5       | 0    | 0    | 144       | 31        |
| Zenit               | 2012–13 (mượn)      | Russian Premier League    | 10           | 3            | 1            | 0            | —             | —             | —       | —       | —    | —    | 11        | 3         |
| Zenit               | 2013–14             | Russian Premier League    | 21           | 2            | 1            | 0            | —             | —             | 11      | 2       | 1    | 0    | 34        | 4         |
| Zenit               | 2014–15             | Russian Premier League    | 14           | 1            | 2            | 1            | —             | —             | 5       | 0       | —    | —    | 21        | 2         |
| Zenit               | Tổng cộng           | Tổng cộng                 | 45           | 6            | 4            | 1            | 0             | 0             | 16      | 2       | 1    | 0    | 66        | 9         |
| Kuban Krasnodar     | 2015–16             | Russian Premier League    | 8            | 0            | 1            | 0            | —             | —             | —       | —       | —    | —    | 9         | 0         |
| Kairat              | 2016                | Kazakhstan Premier League | 28           | 8            | 5            | 1            | —             | —             | 4       | 2       | —    | —    | 37        | 11        |
| Kairat              | 2017                | Kazakhstan Premier League | 25           | 7            | 4            | 1            | —             | —             | 4       | 2       | 1    | 0    | 34        | 10        |
| Kairat              | 2018                | Kazakhstan Premier League | 31           | 9            | 0            | 0            | —             | —             | 5       | 0       | 1    | 0    | 37        | 9         |
| Kairat              | Tổng cộng           | Tổng cộng                 | 84           | 24           | 9            | 2            | 0             | 0             | 13      | 4       | 2    | 0    | 108       | 30        |
| Tổng cộng sự nghiệp | Tổng cộng sự nghiệp | Tổng cộng sự nghiệp       | 470          | 104          | 45           | 7            | 8             | 3             | 95      | 26      | 5    | 1    | 623       | 141       |

### Quốc tế
Tính đến 15 tháng 8 năm 2012
| Đội tuyển quốc gia | Năm       | Trận | Bàn |
| ------------------ | --------- | ---- | --- |
| Nga                | 2002      | 2    | 0   |
| Nga                | 2003      | 1    | 1   |
| Nga                | 2004      | 4    | 2   |
| Nga                | 2005      | 9    | 4   |
| Nga                | 2006      | 7    | 2   |
| Nga                | 2007      | 10   | 1   |
| Nga                | 2008      | 8    | 5   |
| Nga                | 2009      | 9    | 1   |
| Nga                | 2010      | 7    | 0   |
| Nga                | 2011      | 10   | 0   |
| Nga                | 2012      | 8    | 1   |
| Tổng cộng          | Tổng cộng | 75   | 17  |

### Bàn thắng quốc tế
Scores and results list.
| #  | Ngày                 | Địa điểm                                                    | Đối thủ     | Bàn thắng | Kết quả | Giải đấu                 |
| -- | -------------------- | ----------------------------------------------------------- | ----------- | --------- | ------- | ------------------------ |
| 1  | 13 tháng 2 năm 2003  | Sân vận động Tsirion, Limassol, Síp                         | RomâniaNote | 3 – 1     | 4 – 2   | Giao hữu                 |
| 2  | 9 tháng 10 năm 2004  | Sân vận động Josy Barthel, Thành phố Luxembourg, Luxembourg | Luxembourg  | 0 – 2     | 0 – 4   | Vòng loại World Cup 2006 |
| 3  | 13 tháng 10 năm 2004 | Sân vận động José Alvalade, Lisboa, Bồ Đào Nha              | Bồ Đào Nha  | 4 – 1     | 7 – 1   | Vòng loại World Cup 2006 |
| 4  | 30 tháng 3 năm 2005  | A. Le Coq Arena, Tallinn, Estonia                           | Estonia     | 0 – 1     | 1 – 1   | Vòng loại World Cup 2006 |
| 5  | 4 tháng 6 năm 2005   | Sân vận động Petrovsky, Sankt-Peterburg, Nga                | Latvia      | 1 – 0     | 2 – 0   | Vòng loại World Cup 2006 |
| 6  | 8 tháng 6 năm 2005   | Borussia Park, Mönchengladbach, Đức                         | Đức         | 2 – 2     | 2 – 2   | Giao hữu                 |
| 7  | 17 tháng 8 năm 2005  | Sân vận động Skonto, Riga, Latvia                           | Latvia      | 1 – 1     | 1 – 1   | Vòng loại World Cup 2006 |
| 8  | 7 tháng 10 năm 2006  | Sân vận động Dynamo, Moskva, Nga                            | Israel      | 1 – 0     | 1 – 1   | Vòng loại Euro 2008      |
| 9  | 15 tháng 11 năm 2006 | Sân vận động Skopje City, Skopje, Macedonia                 | Macedonia   | 0 – 2     | 0 – 2   | Vòng loại Euro 2008      |
| 10 | 8 tháng 9 năm 2007   | Sân vận động Lokomotiv, Moskva, Nga                         | Macedonia   | 2 – 0     | 3 – 0   | Vòng loại Euro 20108     |
| 11 | 4 tháng 6 năm 2008   | Wacker Arena, Burghausen, Đức                               | Litva       | 2 – 1     | 4 – 1   | Giao hữu                 |
| 12 | 18 tháng 6 năm 2008  | Tivoli-Neu, Innsbruck, Áo                                   | Thụy Điển   | 2 – 0     | 2 – 0   | Euro 2008                |
| 13 | 21 tháng 6 năm 2008  | St. Jakob-Park, Basel, Thụy Sĩ                              | Hà Lan      | 1 – 3     | 1 – 3   | Euro 2008                |
| 14 | 11 tháng 10 năm 2008 | Signal Iduna Park, Dortmund, Đức                            | Đức         | 2 – 1     | 2 – 1   | Vòng loại World Cup 2010 |
| 15 | 15 tháng 10 năm 2008 | Sân vận động Lokomotiv, Moskva, Nga                         | Phần Lan    | 3 – 0     | 3 – 0   | Vòng loại World Cup 2010 |
| 16 | 14 tháng 10 năm 2009 | Sân vận động Tofik Bakhramov, Baku, Azerbaijan              | Azerbaijan  | 0 – 1     | 1 – 1   | Vòng loại World Cup 2010 |
| 17 | 29 tháng 2 năm 2012  | Sân vận động Parken, Copenhagen, Đan Mạch                   | Đan Mạch    | 0 – 2     | 0 – 2   | Giao hữu                 |

## Danh hiệu

### Câu lạc bộ

#### Zenit
- Russian Premier League: 2007, 2011–12, 2014–15
- Russian Super Cup: 2008
- Russian Premier League Cup: 2003
- UEFA Cup: 2007–08
- UEFA Super Cup: 2008

#### Kairat
- Kazakhstan Cup: 2017, 2018
- Kazakhstan Super Cup: 2017

### Cá nhân
- Cầu thủ xuất sắc nhất giải ngoại hạng Nga: 2006
- Cầu thủ kiến tạo hay nhất giải ngoại hạng Nga: 2007
- Cầu thủ kiến tạo hay nhất của Cúp UEFA: 2007-08
- Đội hình tiêu biểu châu Âu: 2008
- Cầu thủ xuất sắc nhất giải ngoại hạng Anh: tháng 4 năm 2009
- Cầu thủ xuất sắc nhất câu lạc bộ Arsenal: tháng 3 và 4 năm 2009

## Gia đình
Arshavin có một cậu con trai và một cô con gái với người bạn đời Yulia. Mặc dù chưa chính thức kết hôn, nhưng anh vẫn gọi cô là vợ mình. Gần đây Yulia tiết lộ, cô cùng cậu con trai ba tuổi Artem suýt bị thiệt mạng trong khi đang bay trên chiếc kinh khí cầu bị trục trặc vào tháng 1 năm 2009.
Anh cộng tác với một số người bạn và người quản lý website của mình vừa hoàn thành ba cuốn sách. Cuốn thứ nhất có tiêu đề: 555 câu hỏi và trả lời, cuốn thứ hai mang tên giành chiến thắng UEFA CUP và cuốn thứ ba là nhật ký của anh trong suốt Euro 2008. Anh nói, có thể có một cuốn nữa mang tên: cuộc sống của anh từ khi tới nước Anh. 